# اچ‌دی ۲۰۶۲۶۷
اچ‌دی ۲۰۶۲۶۷ یک ستاره است که در صورت فلکی قیفاووس قرار دارد.